# 石浜城
石浜城（いしはまじょう）は、中世の武蔵国にあった日本の城。正確な所在地については意見が分かれているが、現在の東京都台東区浅草七丁目付近、あるいは荒川区南千住三丁目付近が候補地となっている。

## 歴史
石浜（石濱）は浅草の北側にある古利根川（現在の隅田川）右岸地域の呼称であり、この付近に武蔵国と下総国（千葉県）の境目をつなぐ「隅田の渡し」があったとされている。築城年代は不明であるが、中世には江戸氏一族の石浜氏が本拠を構え、南北朝時代の1352年（文和元年）には、新田義興の追撃を受けた足利尊氏がこの地で武蔵平一揆に迎えられて追撃を退けている（武蔵野合戦）。
室町時代中期の享徳の乱に伴って発生した千葉氏の内紛では、宗家の生き残りである千葉実胤（千葉兼胤の孫）が下総国を追われて扇谷上杉氏の庇護下に入り、石浜城を拠点とした（武蔵千葉氏）。この際、弟の自胤も赤塚城に逃れている。なお、武蔵千葉氏がこの地域に置かれた背景にはとして、享徳の乱で豊島氏や江戸氏が没落したを受けてこの地域に進出した扇谷上杉氏や渋川氏が同じ室町幕府－関東管領陣営であった千葉氏宗家に預けたと推測されている。
だが、下総回復は達成できず、扇谷上杉氏の没落後は後北条氏に従って同氏一族の千葉胤村を当主に迎え、豊臣秀吉による1590年（天正18年）の小田原征伐によって没落、石浜城も廃城となった。1597年に突然改易となり諸国を流浪した宇都宮国綱は1607年に失意の内にこの地で亡くなっている。
曲亭馬琴の『南総里見八犬伝』に登場する。

## 所在地

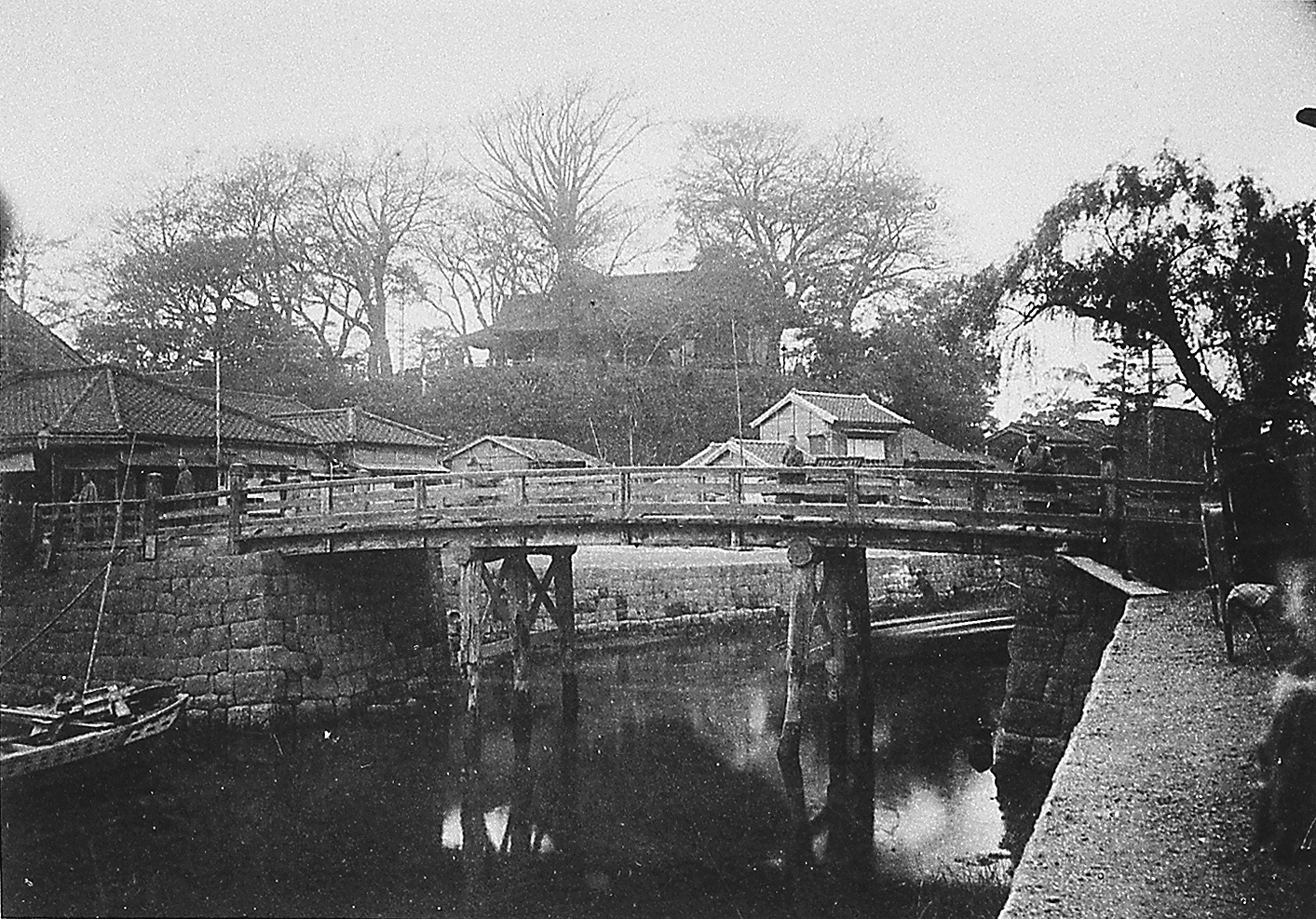
明治中期の待乳山

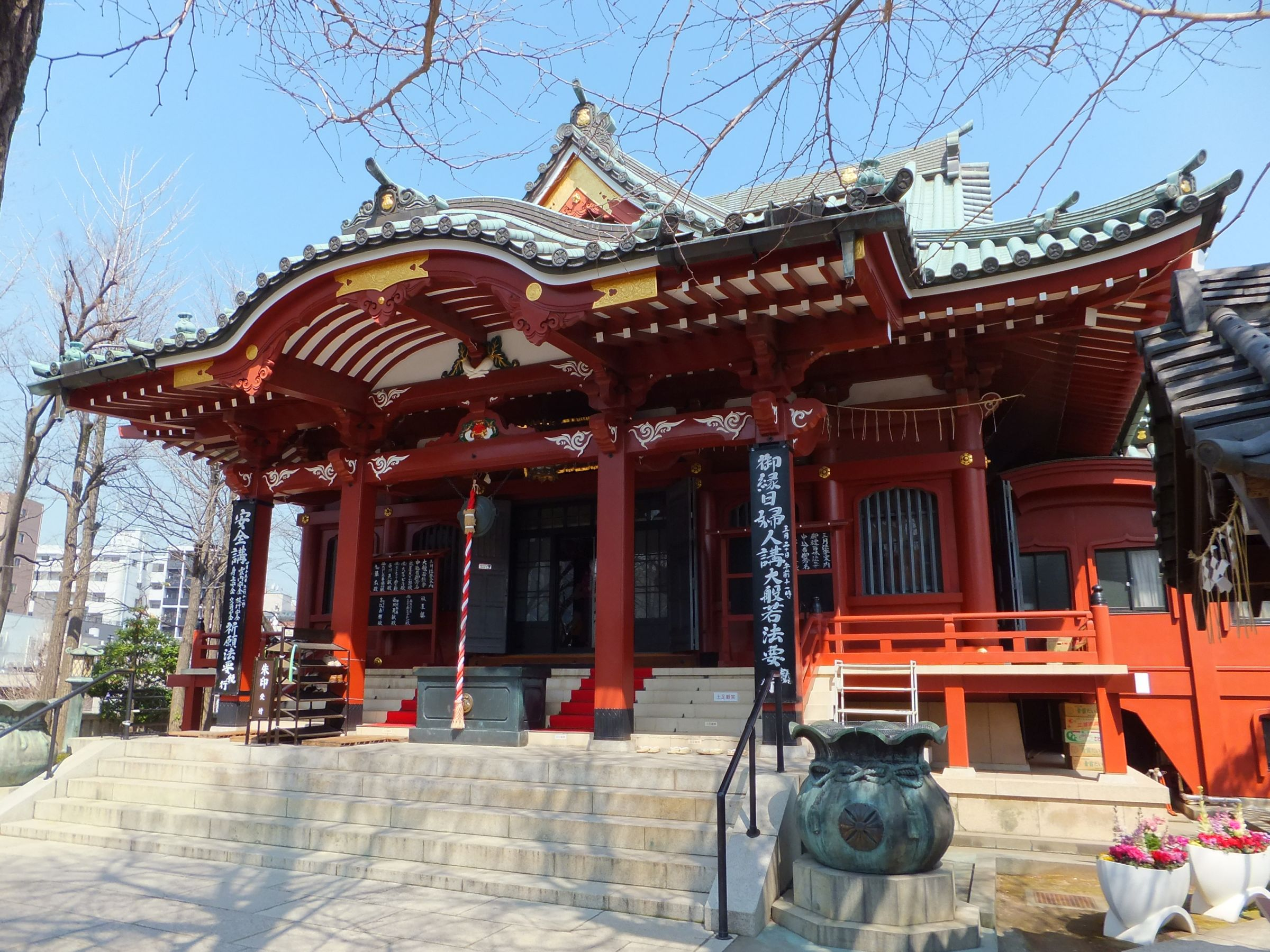
現在の本龍院本殿

城跡の所在地については、関東大震災以前に台東区橋場にあった総泉寺が武蔵千葉氏の菩提寺であるため石浜城もその側にあったとされているが、江戸時代以後の古利根川→隅田川の流路の変化や、都市化の進展によって付近の地形も大きく変わっており、遺構は見つかっていない。中世を通じて同一の場所に石浜城があったのか、また城そのものの規模についても不明のままである。
現状では、台東区浅草七丁目の本龍院（待乳山聖天）付近にあったとする説と、荒川区南千住三丁目の石浜神社付近にあったとする説の2説に分かれている。
江戸時代後期の叢書『燕石十種』所収の「望海毎談」は「石浜城の跡、今の金龍山にて、聖天の宮所なり」として前者の本龍院説をとり、『大日本地名辞書』や『東京市史稿』も同説を載せている。
1955年（昭和30年）刊の『新修荒川区史』では、石浜神社の神官が千葉氏の一族である鏑木氏によって世襲されていることから、後者の石浜神社付近説を採用している。
なお、東京都が策定する行政上の遺跡（埋蔵文化財包蔵地）地図では、石浜神社のやや北側が同城跡となっており、神社の南側には「石浜城址公園（南千住三丁目公園）」が造られている。

## 関連文献
- 斎藤幸雄「卷之六 開陽之部 石濱/石濱城址」『江戸名所図会』 3巻、有朋堂書店、1927年、521,525-527,537頁。NDLJP:1174157/265。